# Nicolae Păun (calciatore)
Nicolae Păun (Caracal, 19 gennaio 1999) è un calciatore rumeno, centrocampista del Sepsi.

## Carriera

### Club
Cresciuto nel Sepsi, debutta in prima squadra il 17 aprile 2021 in occasione dell'incontro di Liga I pareggiato 0-0 contro l'U Craiova.
Il 19 novembre 2021 realizza la sua prima rete nel match di campionato vinto 2-0 contro l'Acad. Clinceni.

### Nazionale
Nel 2022 ha esordito in nazionale.

## Statistiche
Statistiche aggiornate al 21 dicembre 2021.

### Presenze e reti nei club
| Stagione        | Squadra         | Campionato      | Campionato | Campionato | Coppe nazionali | Coppe nazionali | Coppe nazionali | Coppe continentali | Coppe continentali | Coppe continentali | Altre coppe | Altre coppe | Altre coppe | Totale | Totale |
| Stagione        | Squadra         | Comp            | Pres       | Reti       | Comp            | Pres            | Reti            | Comp               | Pres               | Reti               | Comp        | Pres        | Reti        | Pres   | Reti   |
| --------------- | --------------- | --------------- | ---------- | ---------- | --------------- | --------------- | --------------- | ------------------ | ------------------ | ------------------ | ----------- | ----------- | ----------- | ------ | ------ |
| 2020-2021       | Sepsi           | L1              | 9          | 0          | CR              | 0               | 0               |                    | -                  | -                  |             | -           | -           | 9      | 0      |
| 2021-2022       | Sepsi           | L1              | 18         | 1          | CR              | 2               | 0               |                    | -                  | -                  |             | -           | -           | 20     | 1      |
| Totale carriera | Totale carriera | Totale carriera | 27         | 1          |                 | 2               | 0               |                    | -                  | -                  |             | -           | -           | 29     | 1      |

## Palmarès

### Club

#### Competizioni nazionali
- Coppa di Romania: 2

Sepsi: 2021-2022, 2022-2023
- Supercoppa di Romania: 2

Sepsi: 2022, 2023